# Українсько-палестинські відносини
Українсько-палестинські відносини — відносини між Україною та Палестиною (Організацією визволення Палестини).
Палестина (в особі ОВП) визнала незалежність України 2 січня 1992 року. Дипломатичні відносини було встановлено 2 листопада 2001 року, коли у Києві відкрили Посольство Палестини. В Рамаллі з 2007 року діє Представництво України при Палестинській Національній Адміністрації.

Україна не підтримує відносини з Сектором Гази, відколи там у 2005 році прийшов до влади ХАМАС. Водночас Україна не визнає ХАМАС терористичною організацією.
З липня 2024 року Україна надсилає на палестинські території гуманітарну допомогу.

## Історія
Українська РСР голосувала за план ООН щодо розділення Палестини у 1947 році.
В листопаді 1996 року Президент України Леонід Кучма відвідав з офіційним візитом Палестинську національну адміністрацію (ПНА), в рамках якого у Рамаллі було проведено переговори з головою ПНА Ясером Арафатом. У квітні 1999 року голова ПНА Ясер Арафат відвідав Київ, провів переговори з Президентом України Леонідом Кучмою.
В січні 2000 року Леонід Кучма відвідав Західний Берег, де взяв участь у 2000-ій річниці християнства у Вифлеємі, під час якої зустрівся з головою ПНА Ясером Арафатом. В листопаді 2007 року під час візиту до Палестини президента України Віктора Ющенка було підписано угоду з президентом Махмудом Аббасом про відкриття Представництва України при ПНА.
В листопаді 2014 посол Палестини в Україні Мохамед Касем Аль-Ассад озвучив позицію своєї країни щодо війни на сході України: "Ми підтримуємо територіальну цілісність України і ми вважаємо, що Донбас був, є і буде частиною України."
В грудні 2016 році Україна підтримала Резолюція Ради Безпеки ООН із засудженням створення ізраїльських поселень на території Палестини. Представник України в ООН Володимир Єльченко порівняв ізраїльські поселення на Західному Березі з російською окупацією Криму. Міністр закордонних справ Павло Клімкін заявив, що текст резолюції є збалансованим: Ізраїль повинен утриматися від поселень, а Палестина повинна вжити заходів для боротьби з тероризмом.
У січні 2020 року Україна вийшла з Комітету з виконання невід'ємних прав палестинського народу (CEIRPP).
Влада Палестини не зайняла публічної позиції щодо російського вторгнення в Україну 2022 року, натомість Аббас та більшість лідерів Палестини вирішили дотримуватися нейтральності, оскільки вони "хочуть зберігати хороші відносити з обома сторонами."
Україна засудила атаку ХАМАСу на Ізраїль у жовтні 2023 року, назвавши її "терористичною" і висловивши підтримку Ізраїлю "в його праві на захист себе і свого народу"..

## Торгівля
Для ввезення до Палестини таких товарів, як живі тварини, молочні та м’ясні продукти, яйця, мед необхідне отримання відповідних сертифікатів з боку Ізраїлю, оскільки товари проходять через його митницю і територію. За даними Держстату України, за період з 2015 по 2019 рік обсяг українського експорту, на який припадає 99,9% двостороннього товарообігу, зріс із 10,1 млн дол. США до 27,3 млн дол. США.
Загальна структура українського експорту до Палестини включає такі основні товарні групи: жири та олії тваринного або рослинного походження (32,7%); продукція борошномельно-круп'яної промисловості (31,0%); цукор і кондитерські вироби (14,2%); готові продукти із зерна (7,5%); пластмаси і полімерні матеріали (3,8%).
При цьому зросла диверсифікація номенклатури товарів: якщо раніше на дві основні групи (жири та олії тваринного або рослинного походження і продукцію борошномельно-круп'яної промисловості) припадало 77,8% від загального українського експорту, то у 2020 р. їхня частка зменшилася до 63,7%. Натомість помітно зріс відсоток цукру і кондитерських виробів, а також пластмас і полімерних матеріалів.
Реальні цифри значно вищі, оскільки статистика не завжди відображає Палестину як окрему митну територію, а велика частина товарів з України завозиться через Ізраїль та інші країни. За даними палестинської сторони, обсяг імпорту товарів українського походження складає щорічно 85-90 млн дол. США.
Різняться також і показники категорій товарів. На відміну від згаданих показників Держстату, палестинські дані визначають такі основні категорії товарів українського походження: чорні метали (46,1%); продукція борошномельно-круп'яної промисловості (35,4%); жири та олії тваринного або рослинного походження (14,1%); цукор і кондитерські вироби (0,8%); деревина та вироби з дерева (0,8%).
Обсяг наданих Україною торговельних послуг у 2020 р. склав 847,5 тис.дол.США (81% від показника 2019 р.), палестинських послуг – 44,7 тис. дол. США.
У 2018 р. проведено візит до Києва делегації ТПП Хеврона – економічного і фінансового центру Палестини, в рамках якого відбувся перший українсько-палестинський бізнес-форум.
18 липня 2024 року Україна надіслала в подарунок на палестинські території 1000 тонн свого пшеничного борошна.

## Українці в Палестині
Після початку війни Ізраїлю з ХАМАСом восени 2023 року з Сектора Гази було повернуто до України понад 300 українських громадянок та громадян, частина з яких не могли виїхати раніше через перепони з боку режиму ХАМАСу..

## Освіта
Близько трьох тисяч палестинців здобули освіту в українських закладах вищої освіти.